# Saint-Martin-du-Mont, Saône-et-Loire
Saint-Martin-du-Mont este o comună în departamentul Saône-et-Loire, Franța. În 2009 avea o populație de 200 de locuitori.

## Evoluția populației
| An        | 1975 | 1982 | 1990 | 1999 | 2006 | 2009 |
| --------- | ---- | ---- | ---- | ---- | ---- | ---- |
| Populație | 137  | 167  | 155  | 146  | 163  | 200  |